# Lẩu bề bề
Lẩu bề bề theo phong cách chế biến ẩm thực Hải Phòng có thể coi như một biến thể của món lẩu cua đồng vốn đã quen thuộc với nhiều thực khách sành món lẩu. Khác biệt cơ bản ở đây chính là sự thay thế của nguyên liệu bề bề (còn gọi là tôm tít) cho cua đồng trong chế biến nước lẩu. Mùi vị cũng như thành phần dinh dưỡng của bề bề và cua đồng khác nhau nên cũng tạo ra sự khác biệt trong hương vị và màu sắc của mước lẩu.

## Thành phần nguyên liệu
Như tên gọi của nó, lẩu bề bề bao gồm những nguyên liệu cơ bản để tạo nên một món lẩu thông thường và thành phần bề bề (tôm tít) vốn là một loài hải sản tương đối phổ biến và dồi dào của vùng biển Hải Phòng.
Đồ nhúng dùng trong món lẩu bề bề cũng không khác mấy so với lẩu cua đồng như giò sống, lòng non (lợn), thịt bò, đậu phụ, trứng vịt lộn, thịt nấm, rau mùng tơi...

## Cách thức chế biến
Cách chế biến không khác nhiều so với món lẩu cua đồng. Bề bề đem rửa sạch, giã như giá cua, rồi lọc kỹ lấy nước, cho vào nồi đun. Tiếp đó, trút nước bề bề ra nồi lẩu và nêm gia vị. Đồ nhúng lẩu bề bề cũng phong phú như món lẩu cua đồng với thịt bò, lòng non và các loại rau tươi như mồng tơi, rau muống, rau cải, rau cần... Điểm đặc biệt của bề bề là khi đun sôi có màu vàng óng vì cũng có gạch như cua.